# Daniela Wong
Daniela Wong Díaz (Ciudad de México; 3 de diciembre de 1989) es una actriz y modelo mexicana. 

## Filmografía

### Telenovelas
| Año       | Título                 | Personaje                      |
| --------- | ---------------------- | ------------------------------ |
| 2018      | Al otro lado del muro  | Alondra Martínez Villavicencio |
| 2015-2016 | ¿Quién es quién?       | Constanza 'Connie' Echánove    |
| 2015      | Dueños del paraíso     | Luciana Romero                 |
| 2014      | El señor de los Cielos | Cristina Salgado               |
| 2008-2009 | Contrato de amor       | Laura                          |
| 1998-1999 | Chiquititas            | Tati                           |

#### Series de TV
| Año  | Título                             | Rol              |
| ---- | ---------------------------------- | ---------------- |
| 2017 | Las 13 esposas de Wilson Fernandez | Irene            |
| 2016 | Club de Cuervos                    | Chen             |
| 2015 | El capitán Camacho                 | Ofelia           |
| 2011 | A Cada quien su santo              | -                |
| 2007 | La niñera                          | Julieta Fabregas |

### Películas
| Año  | Título             | Rol     |
| ---- | ------------------ | ------- |
| 2018 | Involuntary Reflex | Regina  |
| 2018 | Como va            | Valeria |
| 2015 | Pink Magnolia      | -       |
| 2012 | On the Road        | -       |